# К-50 (подводная лодка)
К-50 — советская атомная подводная лодка проекта 627А «Кит», заводской № 291.

## История строительства
К-50 была заложена в 1957 году на стапеле цеха № 42 Северного машиностроительного предприятия под заводским номером 282 как ПЛАРК по проекту П-627А. Лодка должна была стать носителем стратегической ядерной ракеты П-20. После прекращения работ по комплексу П-20 было начато переоборудование недостроенной лодки по проекту ПТ-627А с оснащением корабля торпедными аппаратами калибра 650 мм. После принятия решения об оснащении АПЛ второго поколения такими торпедными аппаратами от строительства опытовой лодки отказались, и корабль был перезаложен 14 февраля 1963 года по типовому проекту 627А под новым стапельным номером 291, но тем же тактическим обозначением К-50.
Лодка была спущена на воду 16 декабря 1963 года. С 18 декабря 1963 года по 11 июня 1964 года на лодке были проведены швартовные испытания оборудования и механизмов. Заводские ходовые испытания проводились в период с 11 по 14 июня 1964 года. Государственные испытания проходили с 14 июня по 17 июля 1964 года. 17 июля 1964 года Государственная комиссия подписала акт о завершении государственных испытаний ПЛА «К-50».

## История службы
К-50 была включена в состав Северного флота 6 августа 1964 года, зачислена в состав 3-й дивизии подводных лодок с местом базирования в Западной Лице. Первым командиром ПЛА «К-50» был назначен капитан 2 ранга Костев Г. Г.
С 4 марта по 4 апреля 1965 года ПЛА «К-50» совершила боевой поход по плану учений «Ограда». В мае-апреле 1965 года лодка несла боевую службу в Баренцевом море, отрабатывая задачи боевой подготовки, в том числе плавание подо льдом.
В июле 1965 года ПЛА «К-50» несла боевую службу в Северной Атлантике. В 1966 году лодка отрабатывала задачи боевой подготовки, принимала участие в испытаниях новой техники и обучении новых экипажей ПЛА, пройдя в надводном положении 1093 морских мили, в подводном положении — 3797 морских миль.
С ноября 1967 года по декабрь 1968 года ПЛА «К-50» проходила текущий ремонт. После прохождения ремонта переведена в состав 17-й дивизии подводных лодок с местом базирования в Гремихе.
В кампанию 1969 — 1973 годов ПЛА «К-50» совершила 2 автономных похода на боевую службу общей продолжительностью 161 сутки, затратив на отработку задач боевой подготовки 170 суток.
В период с апреля 1973 года по сентябрь 1975 года лодка прошла средний ремонт с перезарядкой активных зон реакторов.
В 1977 году ПЛА «К-50» участвовала в 1 автономном походе на боевую службу продолжительностью 51 сутки.
В 1982-1983 годах ПЛА «К-50» был присвоен новый тактический номер «К-60». В период с декабря 1983 года по 25 января 1984 года лодка находилась на боевой службе в автономном походе.
С 1984 года по 1989 год ПЛА находилась в боевом дежурстве и отрабатывала задачи боевой подготовки в море и на базе.
19 апреля 1991 года лодка была выведена из боевого состава ВМФ.
Всего с момента спуска на воду ПЛА «К-60» прошла 171456 морских миль за 24760 ходовых часов.
С 1991 года по 2006 год лодка находилась в пункте временного хранения на плаву. В 2006 году ПЛА «К-60» была оттранспортирована для дальнейшей утилизации в город Полярный с помощью специального судна «Transshelf».